# Triaenogryllacris diaena
Triaenogryllacris diaena is een rechtvleugelig insect uit de familie Gryllacrididae. De wetenschappelijke naam van deze soort werd voor het eerst geldig gepubliceerd in 2020 door Cadena-Castañeda.